# 로얄 다노
로열 데이노(Royal Dano, 1922년 11월 16일 ~ 1994년 5월 15일)는 미국의 배우이다.
심근 경색으로 사망하였다.

## 출연 작품
- 다크 하프 (1993년)
- 녹색 화성인 (1990년)
- 외계인 삐에로 (1988년) - 농부 진 그린 역
- LBJ: 초창기 (1987, LBJ: The Early Years)
- 하우스 2 (1987년)
- 굴리스 2 (1987년)
- 몬타나의 혈투 (1986년) - 란 클라버 역
- 끝없는 사랑 (1984년)
- 이상한 실종 (1983년)
- 필사의 도전 (1983년)
- 해밑 (1982년)
- 혹성 탈출 - 혹성 귀환 (1981년)
- 천국의 문(영어판) (1979년)
- 킬러 인사이드 미 (1976년)
- 드럼 (1976년)
- 무법자 조시 웰즈 (1976년)
- 허클베리 핀 (1975년)
- 알 카포네 (1975년)
- 와일드 파티 (1975년) - 텍스 역
- 미녀 갱단 빅 배드 마마 (1974년)
- 일렉트라 글라이드 인 블루 (1973년) - 검사관 역
- 데드 피플 (1973년) - 조셉 롱 역
- US 마샬 (1973년)
- 창공의 에이스 엘리 (1973년) - 제이크 역
- 문 오브 더 울프 (1972년)
- 그레이트 노스필드 미네소타 레이드 (1972년)
- 카우보이 벤 (1972년)
- 철인들 (1969년)
- 건파이터의 최후 (1969년)
- 세비지 샘 (1963년)
- 부츠 한 켤레 (1962년)
- 미스터 마구의 크리스마스 캐롤 (1962년)
- 파시 프롬 헬 (1961년)
- 왕중왕 (1961년)
- 허클베리 핀의 모험 (1960년)
- 시머론 (1960년)
- 하운드-독 맨 (1959년) - 피들링 톰 월러 역
- 네버 스틸 애니씽 스몰 (1959년)
- 천 개의 언덕 (1959년)
- 서부의 사나이 (1958년)
- 내 모든 것을 다 주어도 (1957년)
- 산티아고 (1956년)
- 트리뷰 투 어 배드 맨 (1956년)
- 백경 (1956년)
- 해리의 소동 (1955년) - 캘빈 윅스 역
- 머나먼 서부 (1954년)
- 쟈니기타 (1954년)
- 캐리 (1952년)
- 분노의 강 (1952년)
- 전사의 용기 (1951년)
- 서스펜스 (1949년)

### 텔레비전
- Studio One (1952-55)
- 딜론 보안관 (1955-71)
- 보난자 (1955-71)
- 클라이막스! (1956-58)
- FBI (1967-70)
- 119 구조대 (1972-76)
- 불타는 서부 (1977)
- 형사 Q (1977-79)